# Karim El Mourabet
Abdelkarim El Mourabet, dit Karim El Mourabet né le 30 avril 1987 à Orléans, est un footballeur franco-marocain, évoluant au poste de défenseur central.

## Biographie
Karim El Mourabet est né en France de deux parents marocains originaires du Rif.

### Parcours en club
Après des débuts en junior au FC St Jean le Blanc puis à l'US Orléans, Karim El Mourabet arrive au centre de formation du FC Nantes en 2000. En 2003 il dispute le Tournoi de Montaigu, où les Nantais terminent quatrièmes sur huit équipes.
Sa première apparition en Ligue 1 a lieu le 17 décembre 2005 lors de la rencontre Girondins de Bordeaux - FC Nantes (0-0).
En janvier 2008, il est prêté jusqu'à la fin de la saison au Stade lavallois, pour aider le club de National à retrouver la Ligue 2 quittée deux ans auparavant. De retour à Nantes où il lui reste deux ans de contrat, il est mis à l'écart du groupe professionnel pour le stage de préparation puis effectue un essai non concluant au Stade brestois en août 2008. Il refuse de s'exiler en Pologne, où le Legia Varsovie souhaitait obtenir son prêt pour une saison. En décembre 2008 un nouveau prêt est envisagé avant qu'il décide de se faire opérer des ligaments croisés en janvier 2009. Il quitte son club formateur en 2010.
En 2011, il s'engage avec le LOSC Lille. Il joue pendant deux saisons en équipe réserve.
En juillet 2013 il s'engage avec le club marocain le FUS de Rabat puis l'Olympique de Safi en 2015.
En décembre 2016, le Tribunal arbitral du sport condamne l'Olympique de Safi à lui verser 124 millions de centimes pour non respect du contrat qui les liait.

### Parcours en sélection
Titulaire en défense centrale aux côtés de son coéquipier du FC Nantes, Steven Thicot, il est champion d'Europe avec l'équipe de France des moins de 17 ans, en 2004, et compte une sélection avec les espoirs français.
En mai 2007, il exprime son souhait de jouer pour l'équipe du Maroc. En septembre 2007, lors du match amical Maroc-Ghana (0-2), Karim El-Mourabet est appelé en sélection marocaine à la dernière minute par Henri Michel, en remplacement de Talal El Karkouri, blessé.

## Palmarès

### En sélection
- France -16 ans
  - 2003 : Vainqueur du Tournoi du Val-de-Marne
  - 2003 : Vainqueur du Tournoi de Salerne

- France -17 ans
  - 2004 : Vainqueur du Championnat d'Europe
  - 2004 : Vainqueur d'un tournoi en République tchèque
  - 2005 : Vainqueur de la Coupe Méridien